# Port-sur-Saône
Port-sur-Saône est une commune française située dans le département de la Haute-Saône, la région culturelle et historique de Franche-Comté et la région administrative Bourgogne-Franche-Comté. Ses habitants sont les Portusiens.
Les premières traces d'occupation humaine à Port-sur-Saône remontent à la préhistoire. Même si des vestiges de la fin de l'époque laténienne ont été découverts en 2017, ce n'est vraisemblablement qu'à partir de l'Antiquité qu'une véritable agglomération se développe de part-et-d'autre de la Saône, à l'emplacement du bourg actuel et du hameau de Saint-Valère. À la fin du IVe siècle, le site pourrait être élevé au statut de chef-lieu de pagus qu'il conservera jusqu'au XIe siècle et la création de la vicomté de Vesoul.
Aujourd'hui, la ville tire profit de sa situation géographique dans le cadre d'aménagement du territoire tout en développant son patrimoine culturel par le biais de son festival annuel, ses établissements et ses jumelages internationaux.
Port-sur-Saône est situé à 14 kilomètres au nord-ouest de Vesoul.

## Géographie

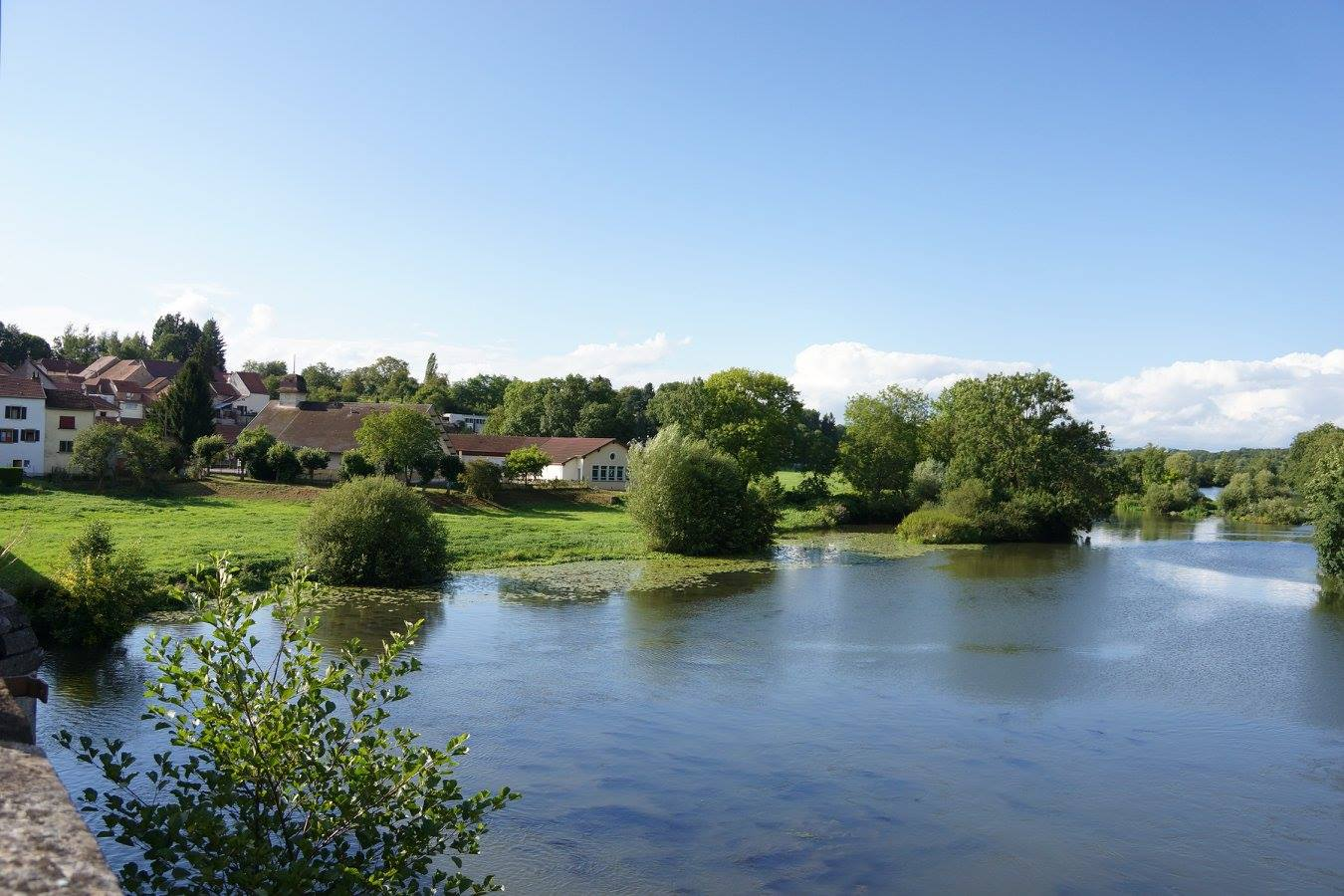
La Saône à Port-sur-Saône.

### Localisation
Port-sur-Saône se trouve à l'intersection de deux grandes voies essentielles de circulation dans le département, la route nationale 19 d'est en ouest et la rivière de la Saône du nord au sud. En 2017, des travaux pour le contournement de la ville par le nord ont commencé et doivent se terminer en 2021.
Le territoire communal a une superficie de 24.59 km². Son altitude minimale est de 206 mètres et son altitude maximale est de 337 mètres.

### Hydrographie
La Saône comprend plusieurs îles au sein du territoire de Port-sur-Saône. Au milieu de la commune, se trouve l'île du Moulin, qui s'étend sur près d'un kilomètre. On compte aussi 2 autres îles plus petites : l'île Beleau, située au nord de la ville, à la limite de Chaux-lès-Port, et l'île Gilley, localisée entre les communes de Port-sur-Saône et de Vauchoux.
La ville compte un port fluvial de fret et de plaisance, localisé sur un bras de la rivière.

### Quartiers

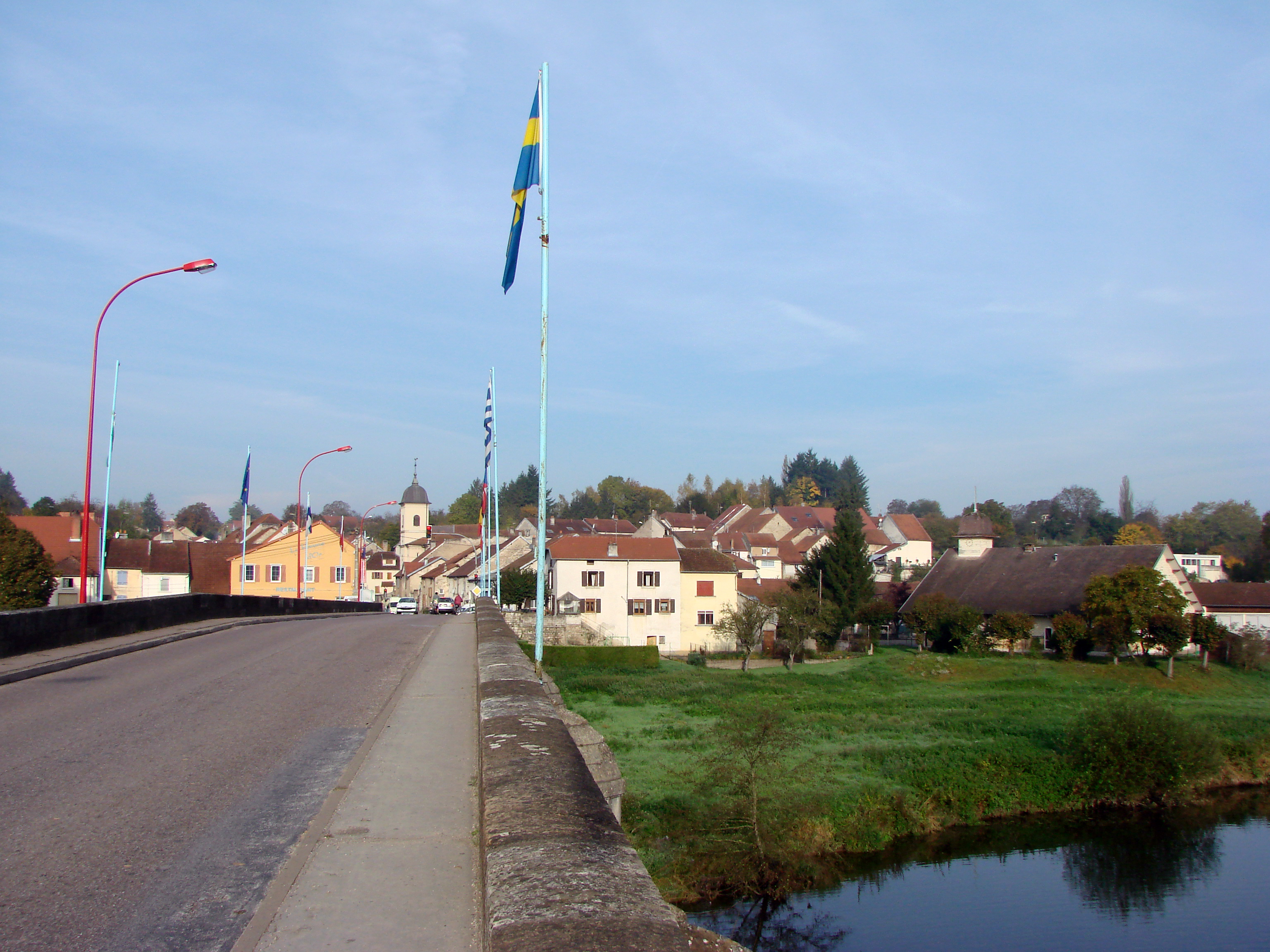
Le quartier de Saint-Valère.

Le territoire de Port-sur-Saône se compose de plusieurs quartiers et hameaux :
- Bourg principal, constitue le centre de Port-sur-Saône, ainsi que le secteur "Plage".
- Saint-Valère, situé directement au-delà du pont de la Saône, à l'ouest
- Le Magny, quartier situé au sud de Saint-Valère
- Île du Moulin, située au centre de la ville, entre les deux principales zones d'urbanisation de la ville, compte quelques habitations
- Remaucourt, petit hameau localisé au nord de Saint-Valère
- La Maladrière, lieu-dit situé à l'extrème sud de l'île du Moulin.

### Climat
Pour des articles plus généraux, voir Climat de la Bourgogne-Franche-Comté et Climat de la Haute-Saône.
En 2010, le climat de la commune est de type climat des marges montargnardes, selon une étude du Centre national de la recherche scientifique s'appuyant sur une série de données couvrant la période 1971-2000. En 2020, Météo-France publie une typologie des climats de la France métropolitaine dans laquelle la commune est exposée à un climat semi-continental et est dans la région climatique  Lorraine, plateau de Langres, Morvan, caractérisée par un hiver rude (1,5 °C), des vents modérés et des brouillards fréquents en automne et hiver. 
Pour la période 1971-2000, la température annuelle moyenne est de 10,1 °C, avec une amplitude thermique annuelle de 17,2 °C. Le cumul annuel moyen de précipitations est de 1 002 mm, avec 12,9 jours de précipitations en janvier et 9,6 jours en juillet. Pour la période 1991-2020, la température moyenne annuelle observée sur la station météorologique de Météo-France la plus proche, « Vesoul Ville », sur la commune de Vesoul à 11 km à vol d'oiseau, est de 11,5 °C et le cumul annuel moyen de précipitations est de 1 007,7 mm. 
La température maximale relevée sur cette station est de 40,5 °C, atteinte le 25 juillet 2019 ; la température minimale est de −22,2 °C, atteinte le 16 janvier 1966,,. 
Les paramètres climatiques de la commune ont été estimés pour le milieu du siècle (2041-2070) selon différents scénarios d'émission de gaz à effet de serre à partir des nouvelles projections climatiques de référence DRIAS-2020. Ils sont consultables sur un site dédié publié par Météo-France en novembre 2022.

## Urbanisme

### Typologie
Au 1er janvier 2024, Port-sur-Saône est catégorisée bourg rural, selon la nouvelle grille communale de densité à sept niveaux définie par l'Insee en 2022.
Elle appartient à l'unité urbaine de Port-sur-Saône, une unité urbaine monocommunale constituant une ville isolée,. Par ailleurs la commune fait partie de l'aire d'attraction de Vesoul, dont elle est une commune de la couronne,. Cette aire, qui regroupe 158 communes, est catégorisée dans les aires de 50 000 à moins de 200 000 habitants,.

### Occupation des sols
L'occupation des sols de la commune, telle qu'elle ressort de la base de données européenne d’occupation biophysique des sols Corine Land Cover (CLC), est marquée par l'importance des forêts et milieux semi-naturels (50,6 % en 2018), une proportion sensiblement équivalente à celle de 1990 (50,9 %). La répartition détaillée en 2018 est la suivante : 
forêts (50,6 %), prairies (18,4 %), terres arables (17,1 %), zones urbanisées (9,5 %), zones agricoles hétérogènes (3,1 %), espaces verts artificialisés, non agricoles (1,3 %). L'évolution de l’occupation des sols de la commune et de ses infrastructures peut être observée sur les différentes représentations cartographiques du territoire : la carte de Cassini (XVIIIe siècle), la carte d'état-major (1820-1866) et les cartes ou photos aériennes de l'IGN pour la période actuelle (1950 à aujourd'hui).

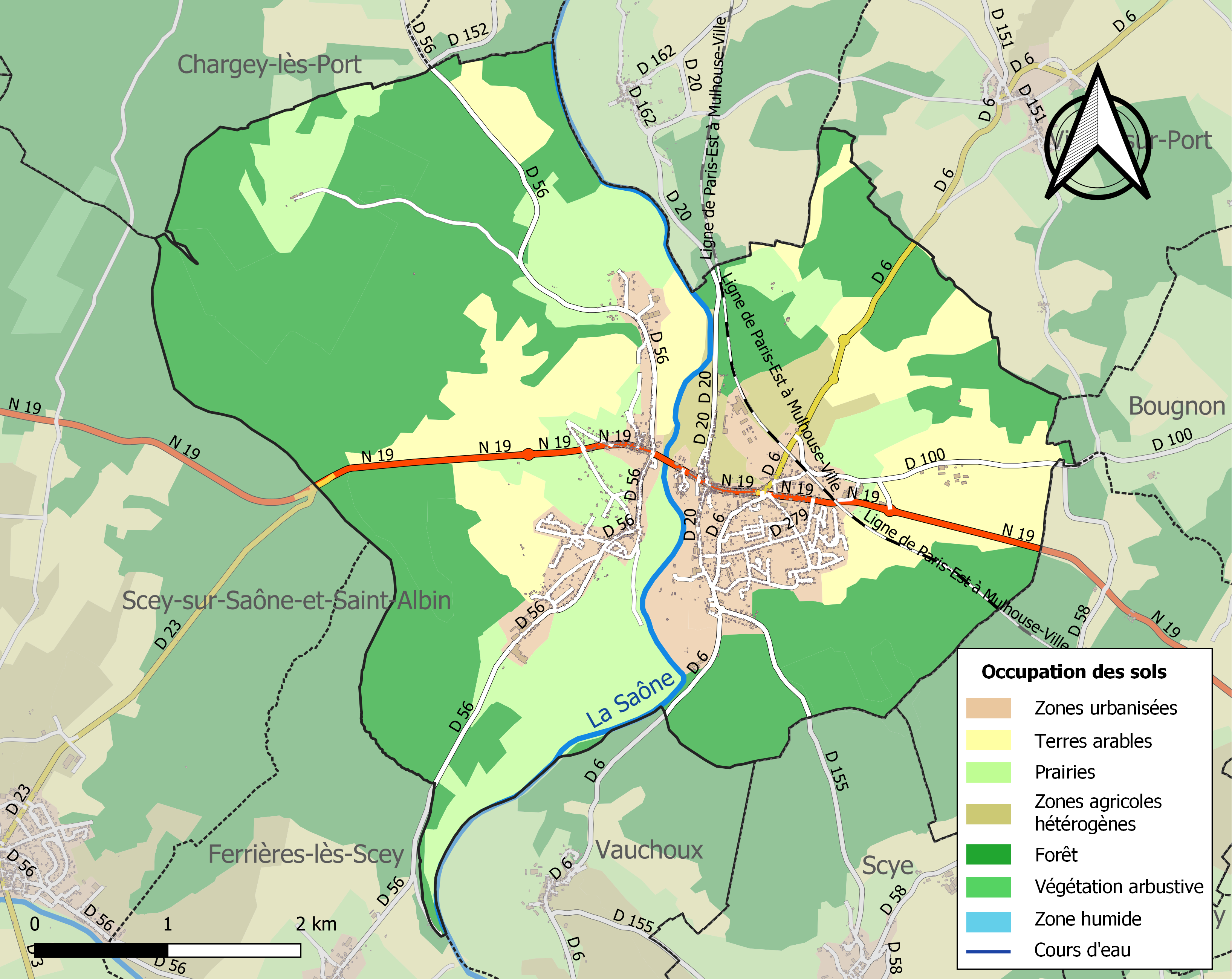
Carte des infrastructures et de l'occupation des sols de la commune en 2018 (CLC).

## Histoire
Les premières traces d'occupation humaine sur le territoire de la commune remontent au Paléolithique moyen ou plusieurs stations de surface ont été reconnues aux lieux-dits "La Rieppe" et "Côte la Baume". À ces deux sites s'ajoute une découverte d'un gisement mésolithique et néolithique à "La Perrière Tournier".
La ville de Port-sur-Saône a été fondée il y a environ 1500 ans, sous le nom de Port Abucin. Une voie romaine passait sur le site de Port. Par la suite, Port-sur-Saône devient la capitale du comté de Port, vaste territoire qui correspondait approximativement à l'actuel département de la Haute-Saône.
Au XIIIe siècle, Jean III de Vergy possédait la moitié des terres de Port en fief du domaine des comtes de Bourgogne. C'est en 1263 que la comtesse Alix et Hugues de Chalon achetèrent l'autre moitié du village. Port-Sur-Saône fut divisée en deux seigneuries jusqu'en 1789.
La batellerie fut une activité importante et nécessaire au transport des produits agricoles ou manufacturés de la région. Au XVIe siècle s'est ajoutée l'industrie du fer et du moulin. L'ancien moulin Triquet était au début du XXe siècle le premier moulin de France par sa production.

## Politique et administration

### Rattachements administratifs et électoraux

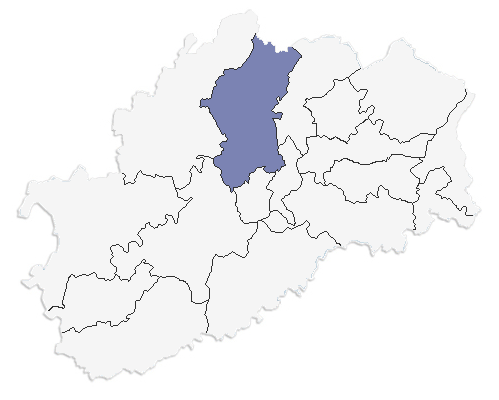
La carte du canton de Port-sur-Saône, en Haute-Saône

Port-sur-Saône fait partie de l'arrondissement de Vesoul du département de la Haute-Saône, en région Bourgogne-Franche-Comté. Pour l'élection des députés, elle dépend de la première circonscription de la Haute-Saône.
La commune était depuis 1801 le chef-lieu du canton de Port-sur-Saône. Dans le cadre du redécoupage cantonal de 2014 en France, le territoire de ce canton s'est agrandi, passant de 17 à 46 communes et Port-sur-Saône en est désormais le bureau centralisateur.

### Intercommunalité
La commune était le siège de la communauté de communes de la Saône jolie, créée en 1992.
L'article 35 de la loi n° 2010-1563 du 16 décembre 2010 « de réforme des collectivités territoriales » prévoyant d'achever et de rationaliser le dispositif intercommunal en France, et notamment d'intégrer la quasi-totalité des communes françaises dans des EPCI à fiscalité propre, dont la population soit normalement supérieure à 5 000 habitants, les communautés de communes : Agir ensemble, La Saône jolie, Les Six Villages et les communes isolées de Bourguignon-lès-Conflans, Breurey-lès-Faverney et Vilory ont été regroupées pour former le 1er janvier 2014 la communauté de communes Terres de Saône, dont Port-sur-Saône est désormais le siège.

### Instances administratives et judiciaires
La commune de Port-sur-Saône dépend de plusieurs juridictions situées à Vesoul : tribunal de grande instance, tribunal d'instance, tribunal de commerce, de tribunal correctionnel, tribunal de police, tribunal paritaire des baux ruraux, tribunal des affaires de Sécurité sociale, tribunal pour enfants, conseil de prud'hommes et de la cour d'assises. Par ailleurs, la commune dépend du tribunal administratif et de la cour d'appel de Besançon ainsi que de la cour administrative d'appel de Nancy.

### Liste des maires

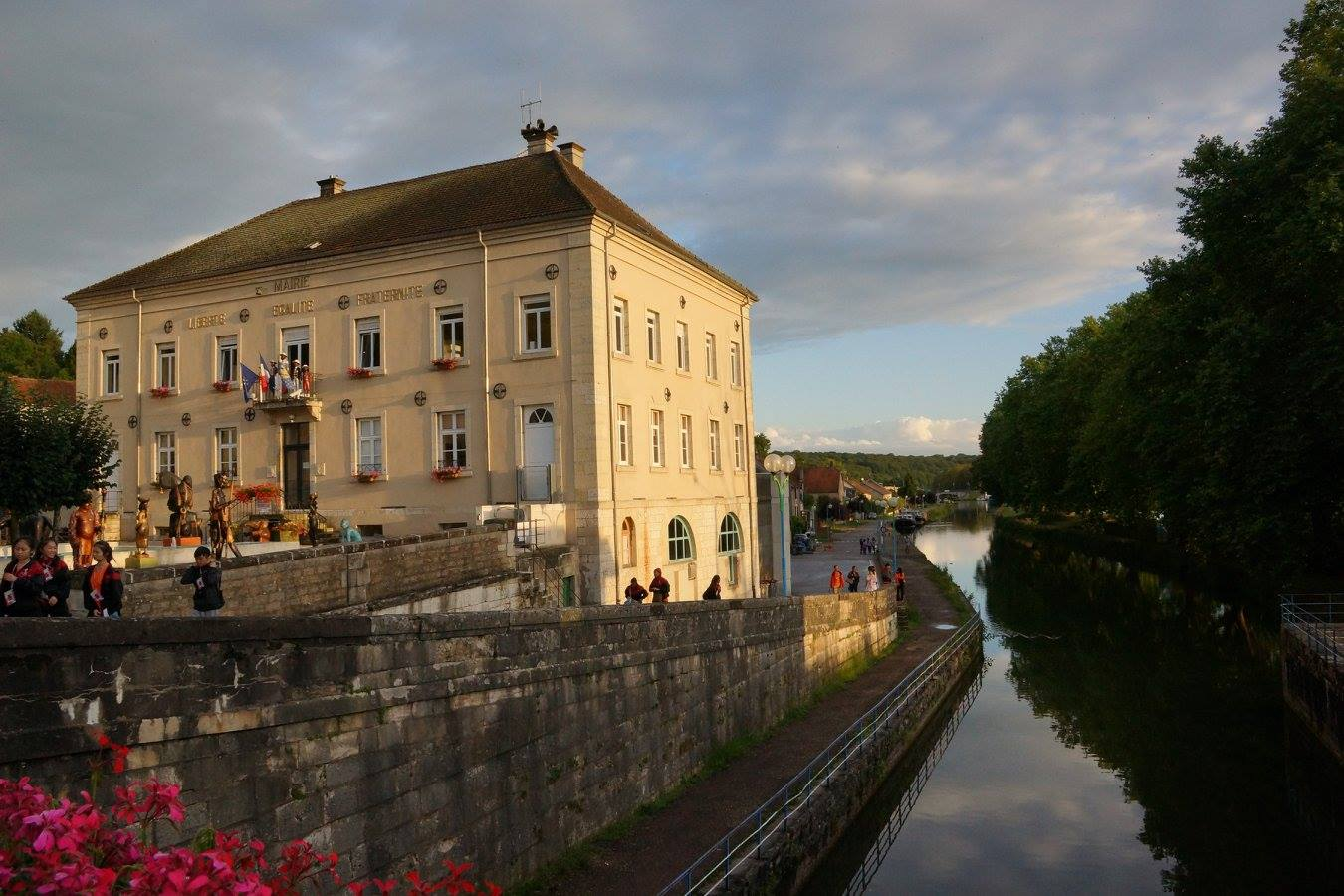
La mairie

| Période                                  | Période                   | Identité         | Étiquette | Qualité |
| ---------------------------------------- | ------------------------- | ---------------- | --------- | --- |
| Les données manquantes sont à compléter. |                           |                  |           | |
| 1919                                     | 1940                      | Paul Liautey     |           | |
| 1945                                     | 1959                      | André Liautey    | Rad.soc.  | Arbitre au tribunal de commerce de la Seine Député de la Haute-Saône (1932 → 1940) Ministre (1936 → 1938) Conseiller général de Port-sur-Saône (1928 → 1940 et 1945 → 1972) Président du conseil général de la Haute-Saône |
| mars 1959                                | mars 1971                 | Pierre Richard   |           | |
| Les données manquantes sont à compléter. |                           |                  |           | |
| 1980                                     | mars 1989                 | Pierre Richard   |           | |
| mars 1989                                | mai 2020                  | Jean-Paul Mariot | PS        | Cadre bancaire retraité Député de la 3e circonscription de la Haute-Saône (1997 → 2002) Conseiller général puis départemental de Port-sur-Saône (1994 → ) Président de la CC Terres de Saône (2014 → 2020)                 |
| mai 2020                                 | En cours (au 29 mai 2020) | Jean Pepe        | PS        | Retraité, ancien premier adjoint |

### Jumelages et partenariats
La municipalité entretient plusieurs coopérations internationales :
- Brest (Biélorussie)
- Cahul (Moldavie)
- Man (Côte d'Ivoire)
- Kursenai (Lituanie)

On compte aussi quelques relations d'amitié :
- Grodzisk Mazowiecki (Pologne)
- Lezhë (Albanie)

## Population et société

### Démographie
L'évolution du nombre d'habitants est connue à travers les recensements de la population effectués dans la commune depuis 1793. Pour les communes de moins de 10 000 habitants, une enquête de recensement portant sur toute la population est réalisée tous les cinq ans, les populations de référence des années intermédiaires étant quant à elles estimées par interpolation ou extrapolation. Pour la commune, le premier recensement exhaustif entrant dans le cadre du nouveau dispositif a été réalisé en 2008.

En 2022, la commune comptait 2 966 habitants, en évolution de −1,1 % par rapport à 2016 (Haute-Saône : −1,4 %, France hors Mayotte : +2,11 %).
| 1793  | 1800  | 1806  | 1821  | 1831  | 1836  | 1841  | 1846  | 1851  |
| ----- | ----- | ----- | ----- | ----- | ----- | ----- | ----- | ----- |
| 1 858 | 1 914 | 2 004 | 2 023 | 1 897 | 2 038 | 2 002 | 2 065 | 1 954 |

| 1856  | 1861  | 1866  | 1872  | 1876  | 1881  | 1886  | 1891  | 1896  |
| ----- | ----- | ----- | ----- | ----- | ----- | ----- | ----- | ----- |
| 1 790 | 1 944 | 1 932 | 1 785 | 2 012 | 1 877 | 1 760 | 1 798 | 1 686 |

| 1901  | 1906  | 1911  | 1921  | 1926  | 1931  | 1936  | 1946  | 1954  |
| ----- | ----- | ----- | ----- | ----- | ----- | ----- | ----- | ----- |
| 1 903 | 1 873 | 1 871 | 1 667 | 1 683 | 1 684 | 1 667 | 1 691 | 1 883 |

| 1962  | 1968  | 1975  | 1982  | 1990  | 1999  | 2006  | 2008  | 2013  |
| ----- | ----- | ----- | ----- | ----- | ----- | ----- | ----- | ----- |
| 1 725 | 2 056 | 2 482 | 2 642 | 2 521 | 2 773 | 2 927 | 2 969 | 3 041 |

| 2018  | 2022  | - | - | - | - | - | - | - |
| ----- | ----- | - | - | - | - | - | - | - |
| 2 944 | 2 966 | - | - | - | - | - | - | - |

### Enseignement
La commune compte deux écoles primaires : l'école Louis-Pergaud et l'école Saint-Valère.
Les enfants de Port-sur-Saône sont affiliés au collège de Scey-sur-Saône.
Le territoire de Port compte une exploitation agricole de 228 hectares appartenant au centre de Formation Professionnelle et de Promotion Agricoles de Haute-Saône.

### Festivités

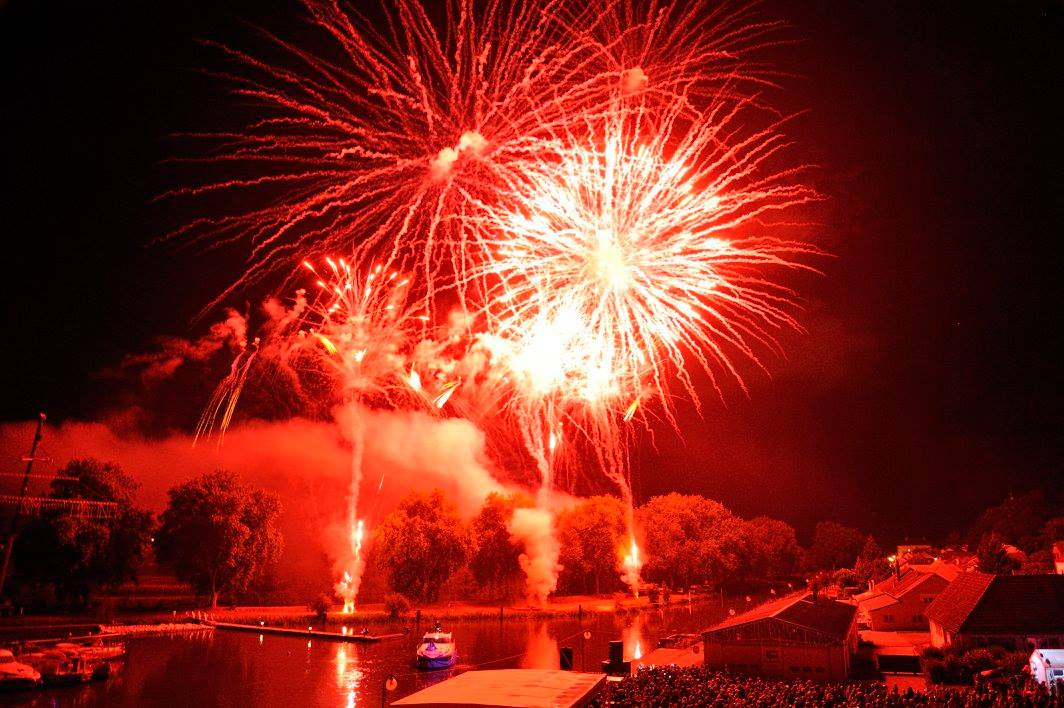
Feux d'artifice de Port-sur-Saône

Le Festival international de folklore est un événement se déroulant annuellement à Port-sur-Saône. Des spectacles de musique, de chant et de danse ainsi que des défilés sont organisés. Alliant la représentation des cultures et des traditions de multiples nations, l'événement attire chaque année plus de 20 000 spectateurs. Créé en 1989 par la ville avec l'aide de l'Association Culture et Loisirs, le festival se déroule chaque année en août. À partir de 1996, six nations sont invitées au festival et dès 1999, douze nations sont accueillies. Depuis 2004, le festival appartient au Conseil International des Organisateurs de Festival de Folklore,.
Tous les ans, au 14 juillet, la ville organise des feux d'artifice.

### Santé
A Port-sur-Saône, se trouvent différents professionnels de la santé : orthophoniste, nutritionniste, dentiste, médecins généralistes, kinésithérapeutes, Infirmières.
L'hôpital le plus proche de Port est l'hôpital de Vesoul du groupe hospitalier de la Haute-Saône.

### Sport

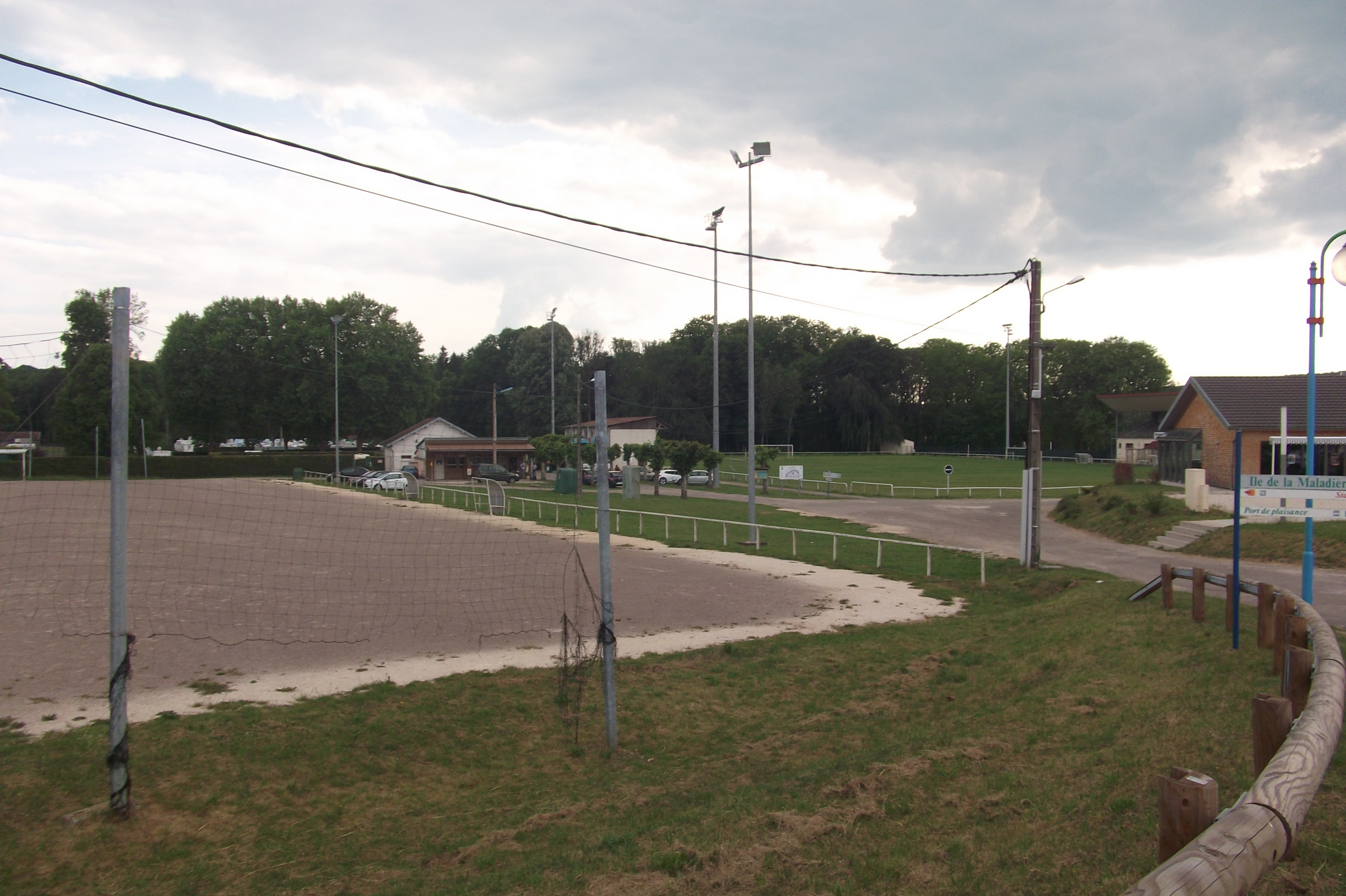
Les terrains de football

La ville compte plusieurs clubs sportifs dont le club de football du Club Sportif Portusien, le Tennis club, Basket Club Portusien, l'Association Portusienne de Badminton.
De même, on dénombre plusieurs équipements sportifs tels que deux terrains de football, l'un en pelouse naturel, l'autre en stabilisé, un terrain de pétanque doté de 75 cadres, un boulodrome couvert, un skatepark, un terrain de moto-cross ainsi qu'une piscine communautaire. Le gymnase Pierre-Richard, principale salle de sport de la commune avec une superficie de 800 m², permet la pratique de plusieurs sports tels que le judo, le basket-ball, le badminton et la gymnastique.

## Économie
Port-sur-Saône accueille le siège social de l'entreprise Euroserum, 3e producteur mondial de lactosérum en poudre et filiale du groupe coopératif Sodiaal.

## Culture et patrimoine

### Monuments

#### Édifices religieux

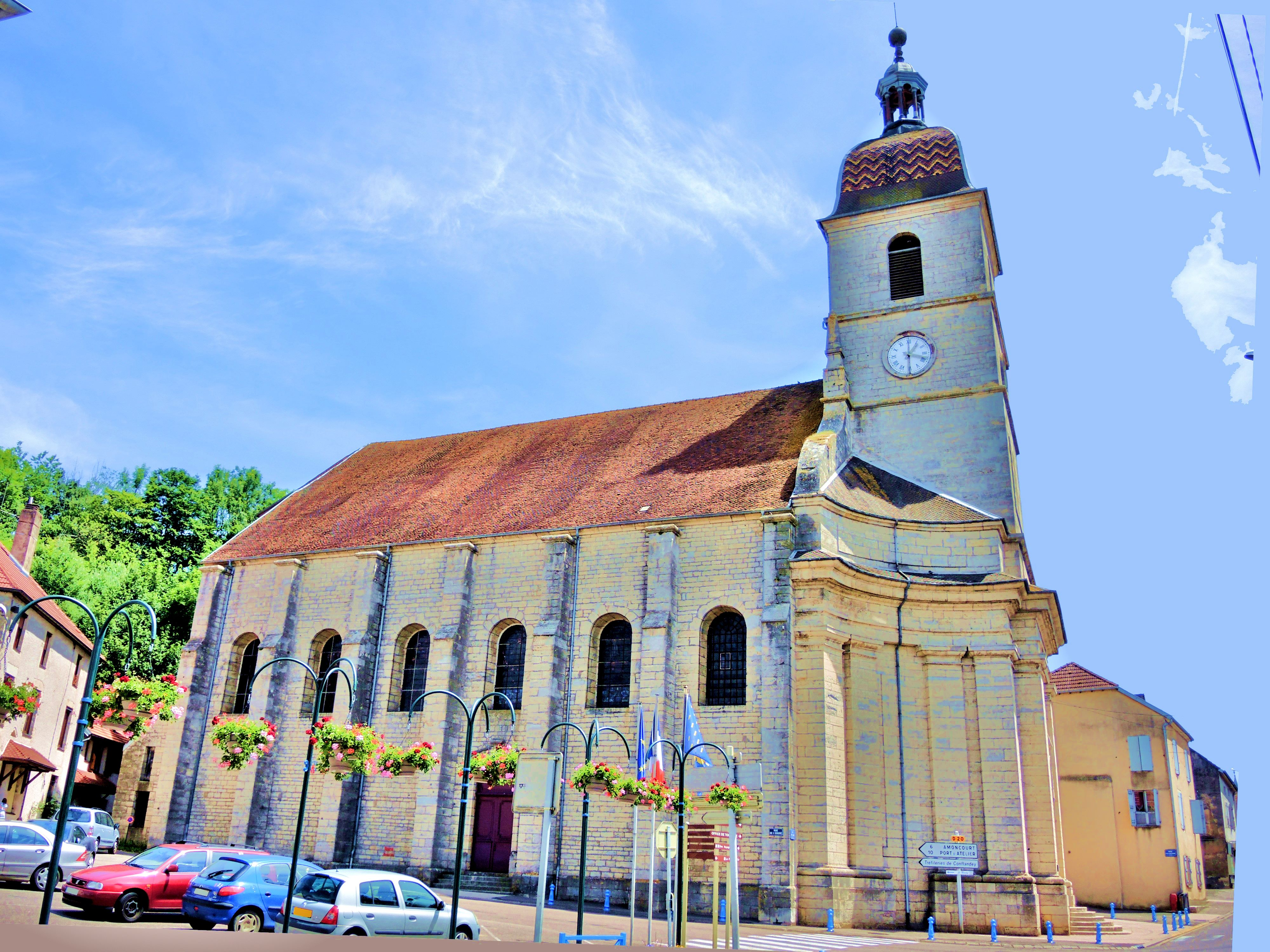
Église Saint-Étienne.

L'église Saint-Étienne  est le principal monument religieux de Port-sur-Saône. D'architecture classique, sa construction débuta en 1782 par l'ingénieur Thierry et l'entrepreneur Duchanoy ; elle fut terminée en 1787 par l'architecte vésulien Pambet. Elle est inscrite monument historique depuis 1946.
La chapelle de Saint Valère est localisée au hameau de Saint-Valère. Elle a été édifiée en 1845 et désacralisée en 1996. Depuis cette date, la chapelle accueille des expositions artistiques (l'espace d'exposition est d'environ 140 m2).
Quelques vestiges de l'ancien prieuré de Cluny demeurent dans le centre de Port.

#### Édifices civils

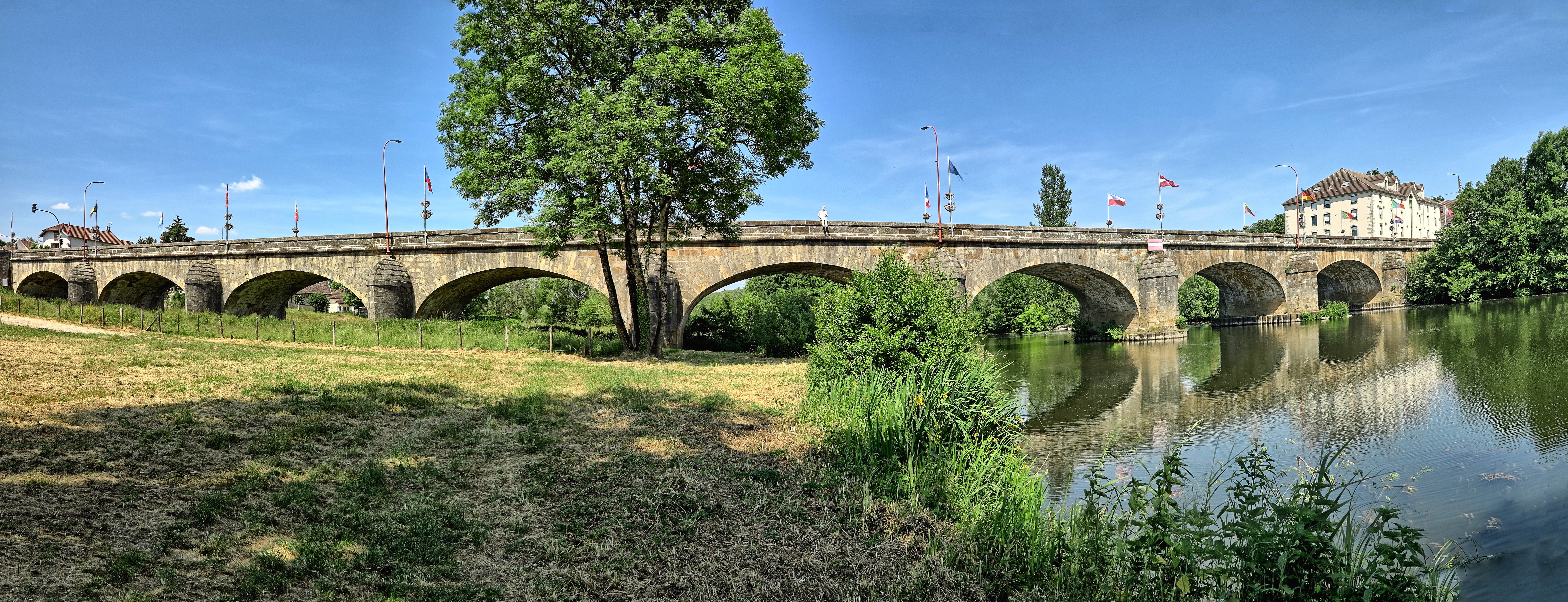
Pont de Port-sur-Saône

L'histoire a laissé quelques témoignages du passé dans le cadre civil : restes d'une tour médiévale du XIIe siècle, maisons des XVIe et XVIIe siècles aux porches remarquables.
Le pont de Port-sur-Saône date du XVIIIe siècle, il a été construit entre 1750 et 1758 par l'ingénieur Jean Querret. Il est formé de neuf arches et remarquable par sa longueur et sa solidité. Au milieu du pont, on peut lire sur le garde-fou une inscription datant de la Révolution : « Malheur à vous aristocrates ». Il remplace un ancien pont médiéval en bois qui fut démoli.
La commune compte aussi une école inscrite au titre des Monuments Historiques : l'école Saint-Valère, située dans le secteur Saint-Valère, fut construite intégralement en bois de chêne et de sapin, en 1937 et 1938.

#### Autres monuments
La ville compte une « Auberge de Jeunesse » construite en bois dont les matériaux de construction ont été ramenés de l'exposition universelle de 1937 à Paris. Restaurée au début des années 2000, elle sert aujourd'hui de structure d'hébergement aux vacanciers et touristes.
Par ailleurs, à Port-sur-Saône, on recense toutes sortes de monuments comme notamment 7 croix ou calvaires mais aussi des divers monuments ornementaux tels que les statues du 3ème millénaire, sculptures en bronze représentant 3 personnages sur des bancs, la fresque des droits de l'homme, réalisée en novembre 1990 sur la place de l'église. Plusieurs lavoirs et fontaines sont également dénombrés à Port.
Sur l'île du Moulin, on compte un ancien bureau d'octroi.

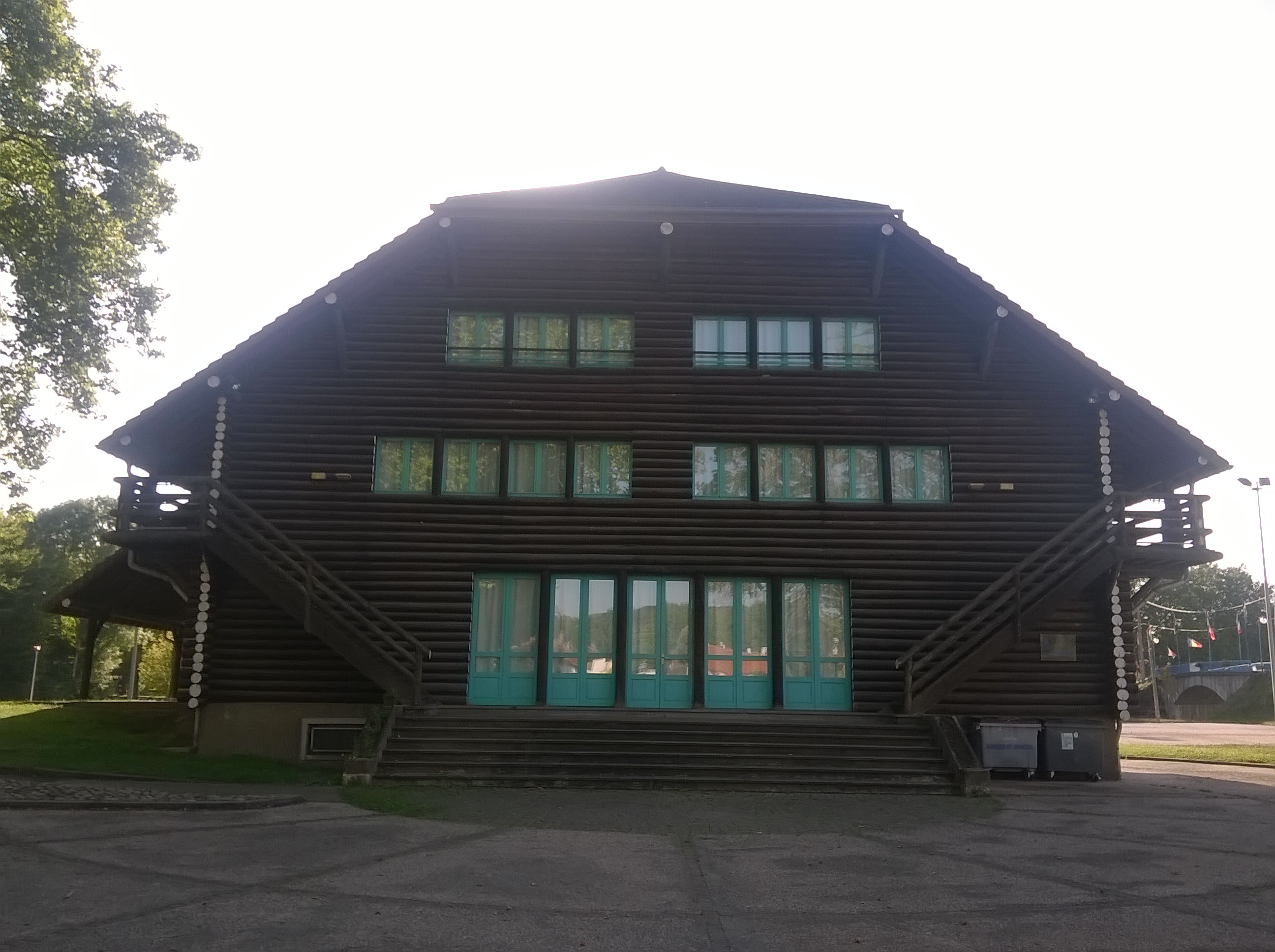
L'auberge de jeunesse.
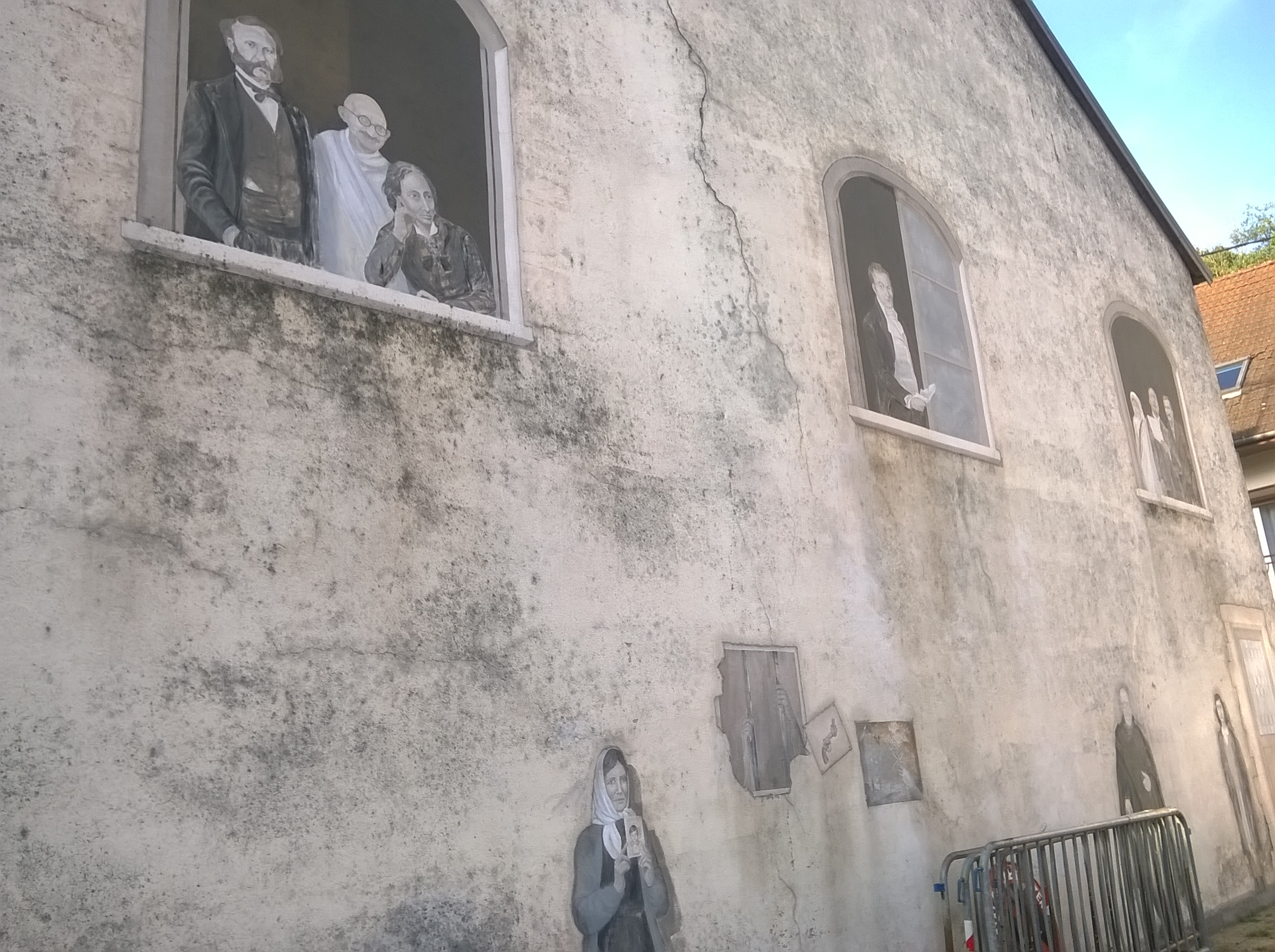
La fresque des droits de l'homme.
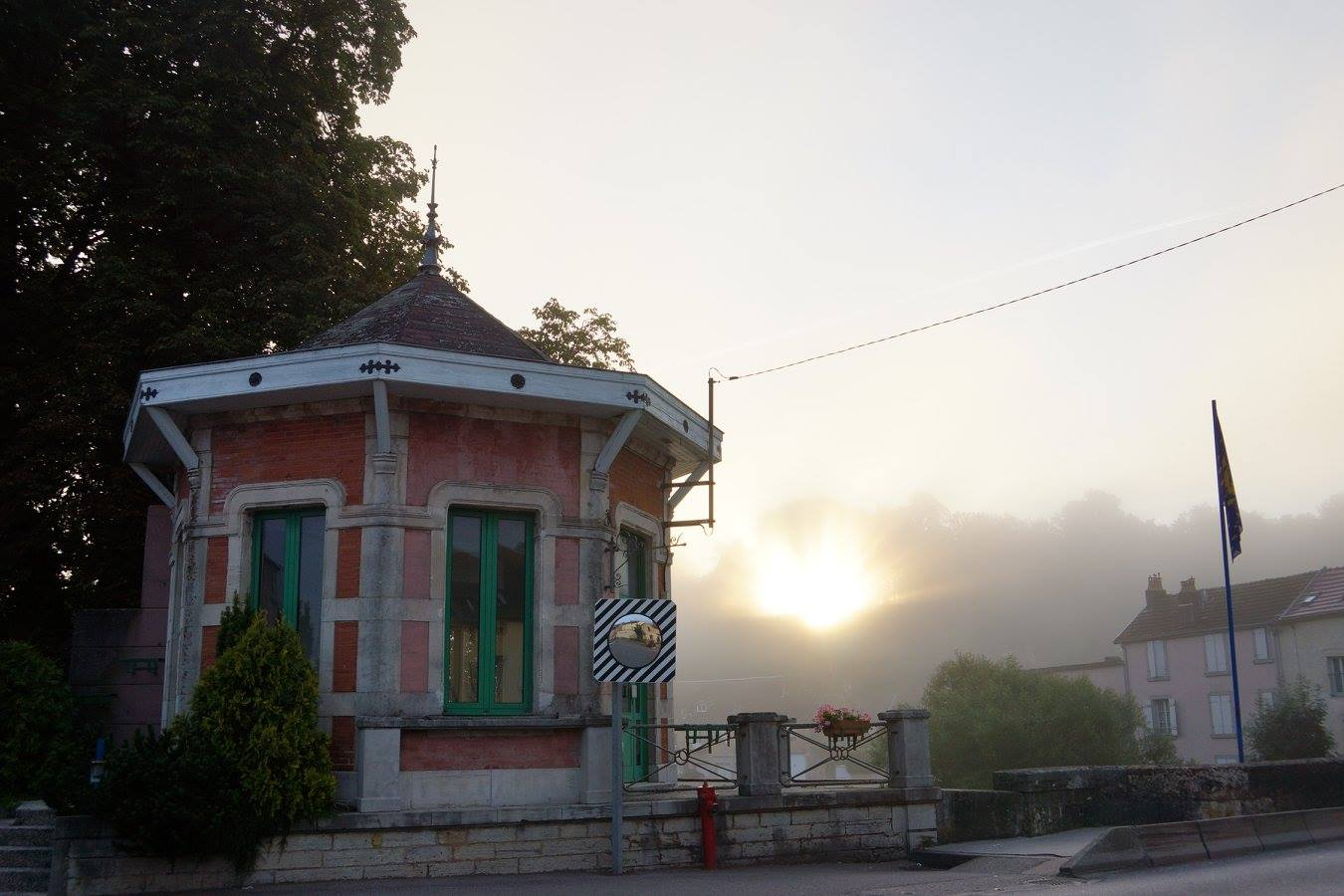
Ancien bureau d'octroi.

### Sites naturels
La réserve naturelle nationale de la grotte du Carroussel est une aire naturelle située à cheval sur les communes de Conflandey et de Port-sur-Saône. Protégée depuis le 27 mars 1990, elle s'étend sur 2.3 hectares.
Au lieu-dit de la Maladière se trouve un parc à daims de 7 hectares, entouré d'un sentier pédestre.

### Établissements culturels et festifs

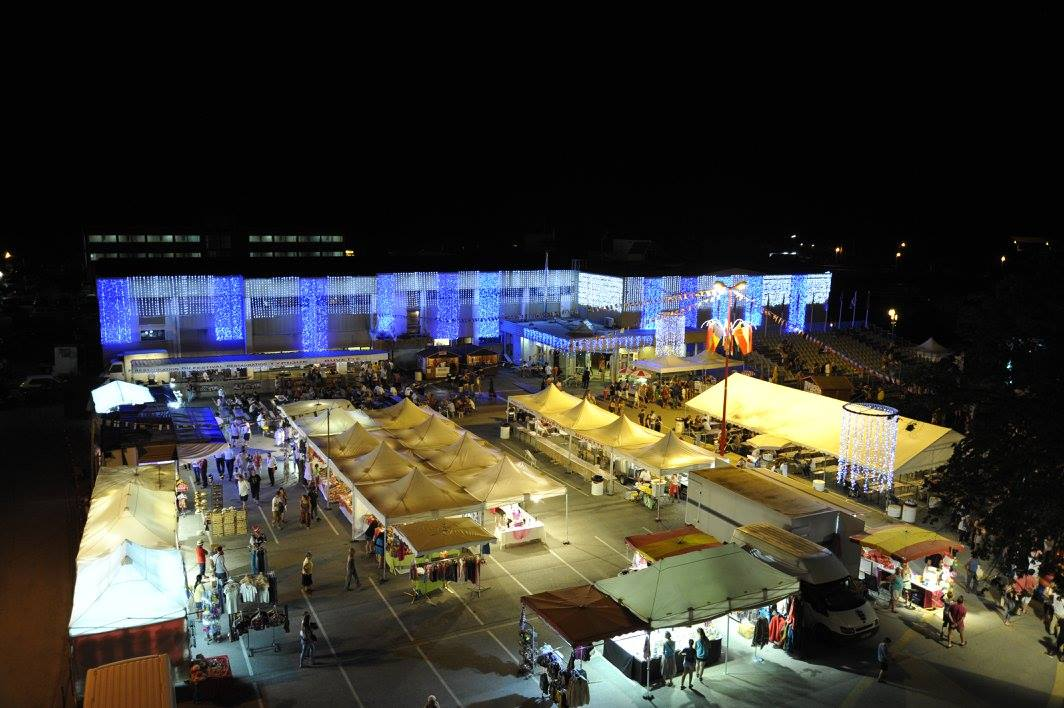
Salle Saônexpo

La principale salle événementielle à Port est la salle Saônexpo, édifiée en 2004. Cet établissement accueille régulièrement des artistes de notoriété régionale et nationale.
La municipalité compte aussi d'autres salles, utilisé par les associations locales ou par des particuliers : la salle des Halles, la salle des Bâteliers, inaugurée le 30 avril 2000 et la salle Patrick Jobelot, inaugurée le 24 janvier 1998.
On trouve aussi une médiathèque comptant plus 4 000 références, divisée en 3 sections.

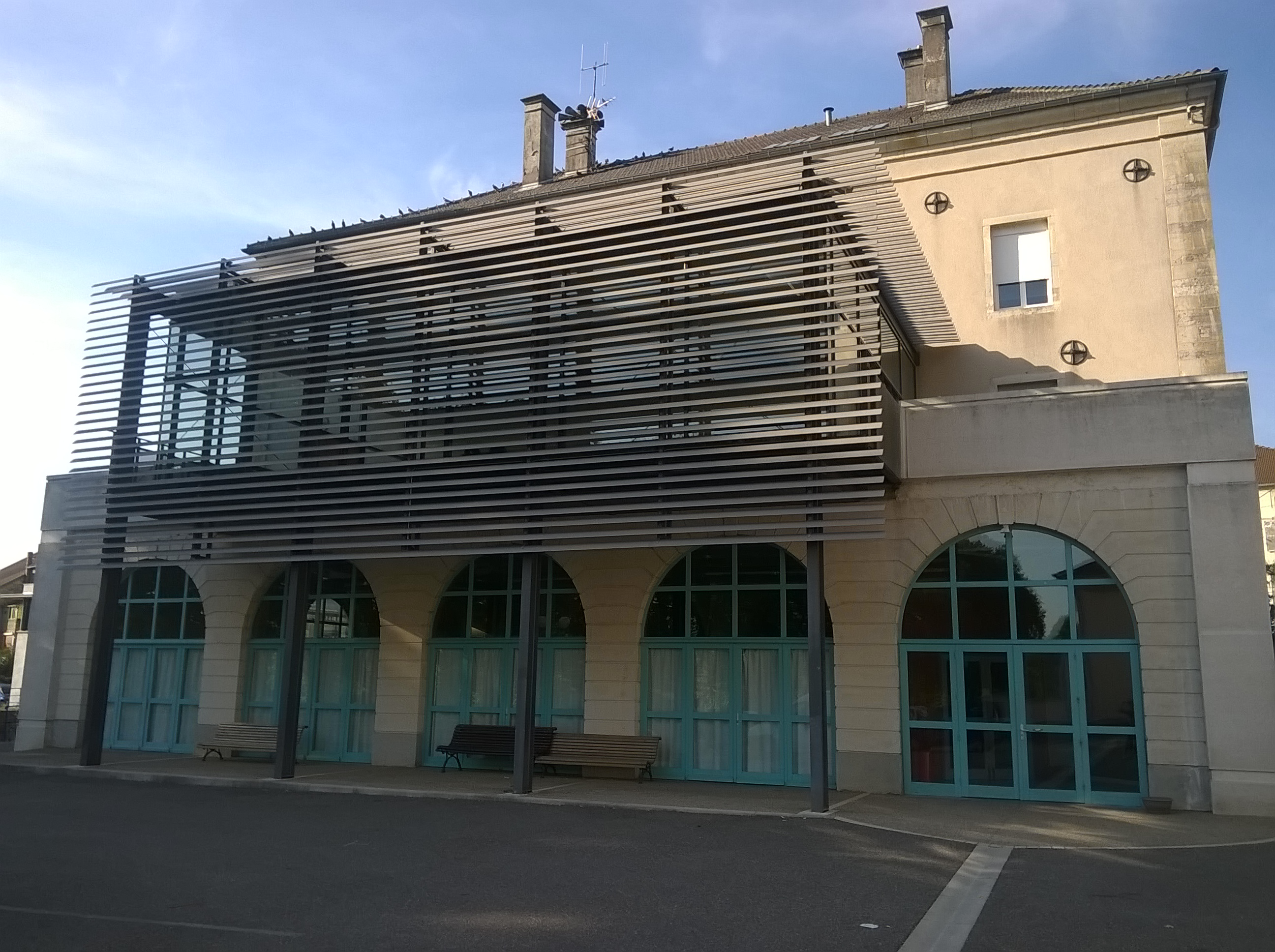
Salles des Halles.
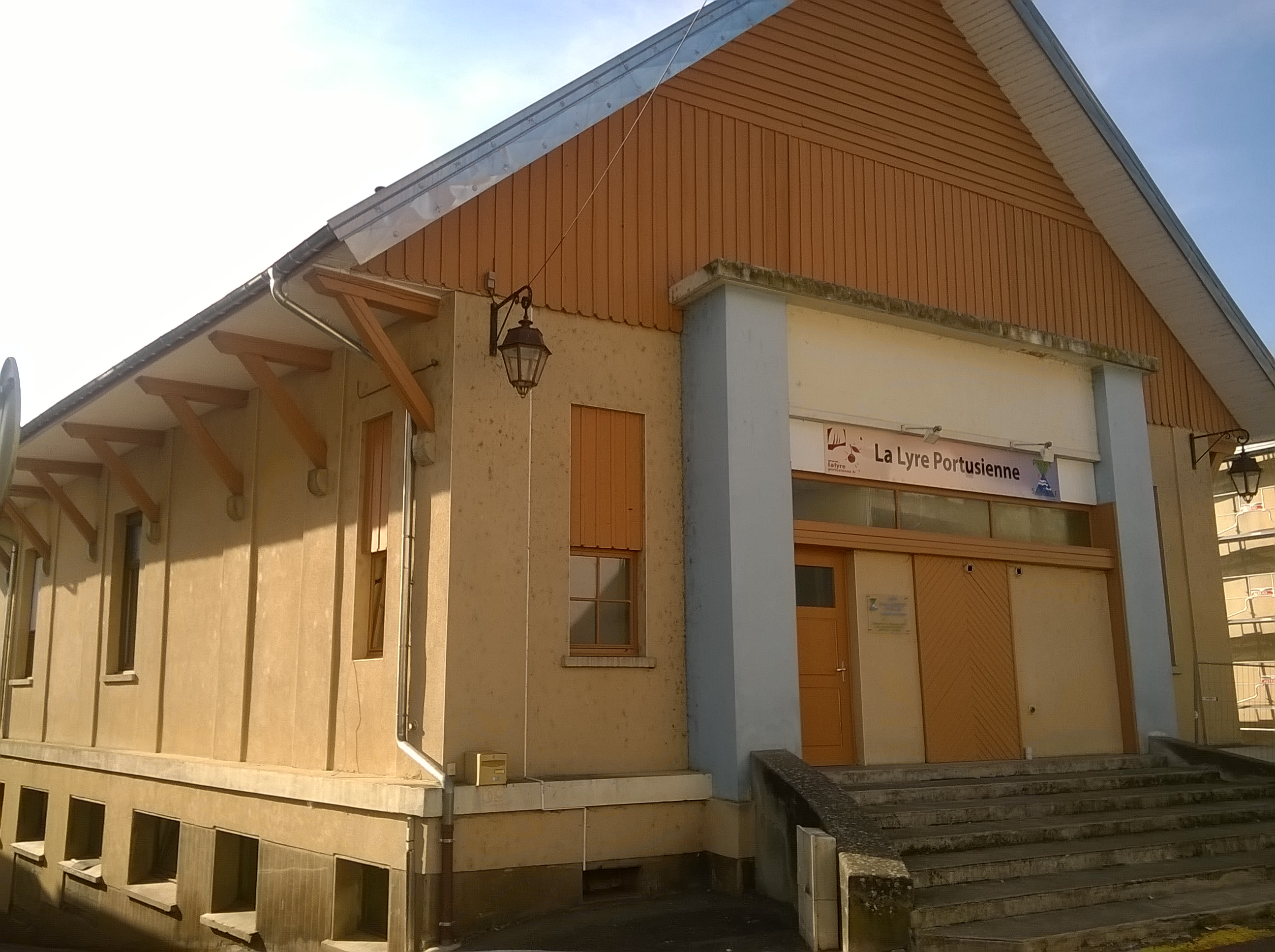
Salle Patrick Jobelot.
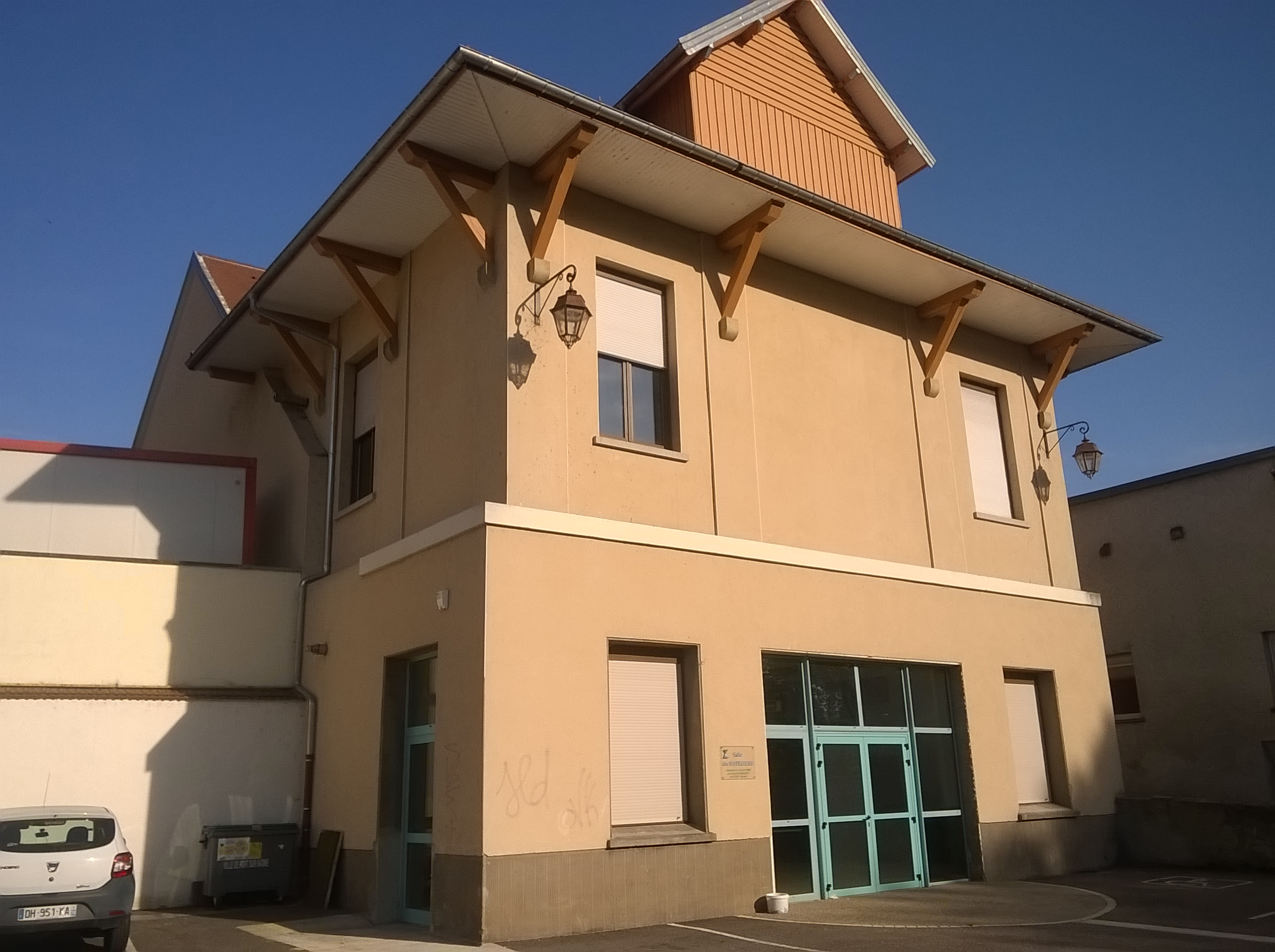
Salle des Bâteliers.

### Personnalités liées à Port-sur-Saône
Nés à Port-sur-Saône

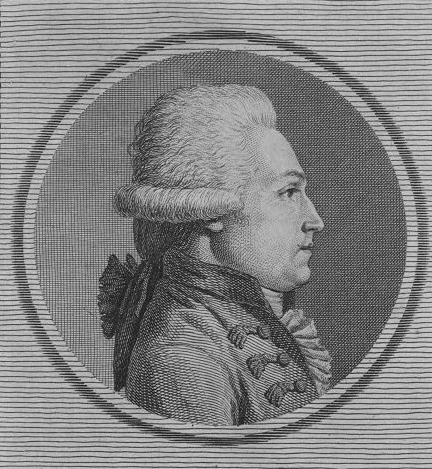
Jean-Xavier Bureau de Pusy.

- Jean-Xavier Bureau de Pusy, préfet de Gênes en 1806, l'un des principaux acteurs de la création des départements français.
- Armand Considère (1841-1914), ingénieur des ponts et chaussées, connu pour ses développements du béton armé.
- André Liautey (1896-1972), homme politique, maire de Port-sur-Saône, député avant et après guerre, il fut sous-secrétaire d'État à l'Agriculture de 1936 à 1938.
- Jean-Baptiste Noirot (1768-1826), général des armées de la République et de l'Empire.

Décédés à Port-sur-Saône
- Edme Aimé Lucotte (1770-1825), général des armées de la République et de l'Empire.
- Valère de Langres (411), archidiacre
- André Liautey (voir plus haut)

Autres
- Maxime Boccon (né en 1974), ancien kayakiste professionnel, a débuté au club de canoë-kayak de Port-sur-Saône
- Albert Decaris (1901-1988), artiste qui a réalisé des fresques dans la ville.
- Gilberte Lavaire (1922-1944), résistante française, agent de liaison du colonel Fabien, a vécu à Port-sur-Saône avec sa famille.
- Jean-Paul Mariot (né en 1948), maire de Port-sur-Saône, né à Vesoul.

### Port-sur-Saône dans les arts
Le peintre Jules-Alexis Muenier, né en 1863 et décédé en 1942, élève du maître vésulien Jean-Léon Gérôme, a réalisé deux tableaux représentant la ville de Port-sur-Saône. Sur les deux œuvres, on y voit la Saône au premier plan ainsi que l'église Saint-Étienne au second plan.

Tableaux peints par Jules-Alexis Muenier.
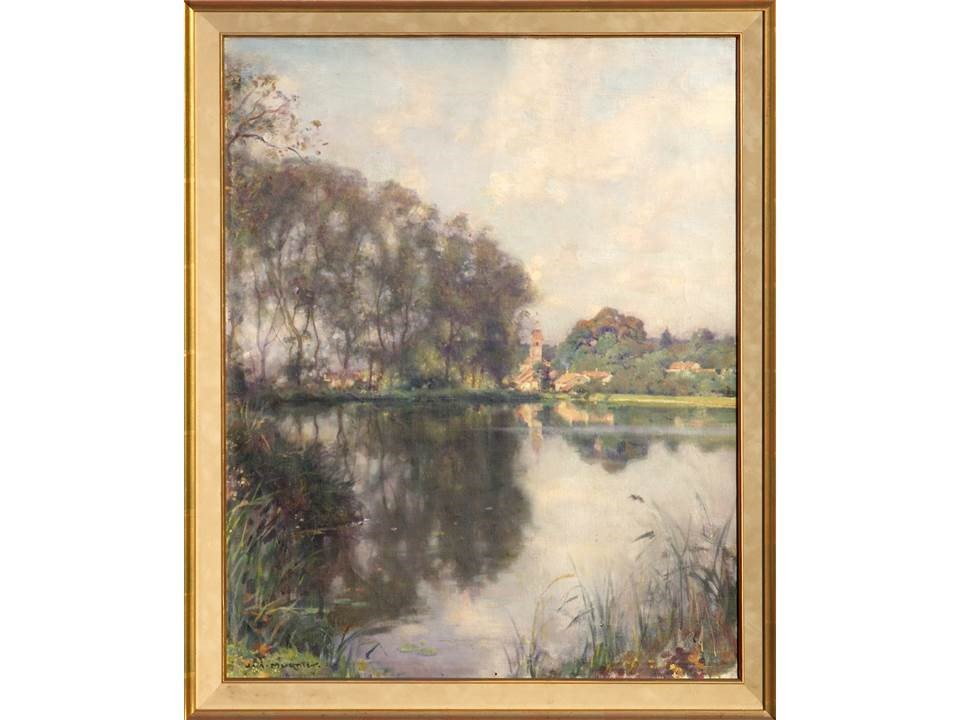
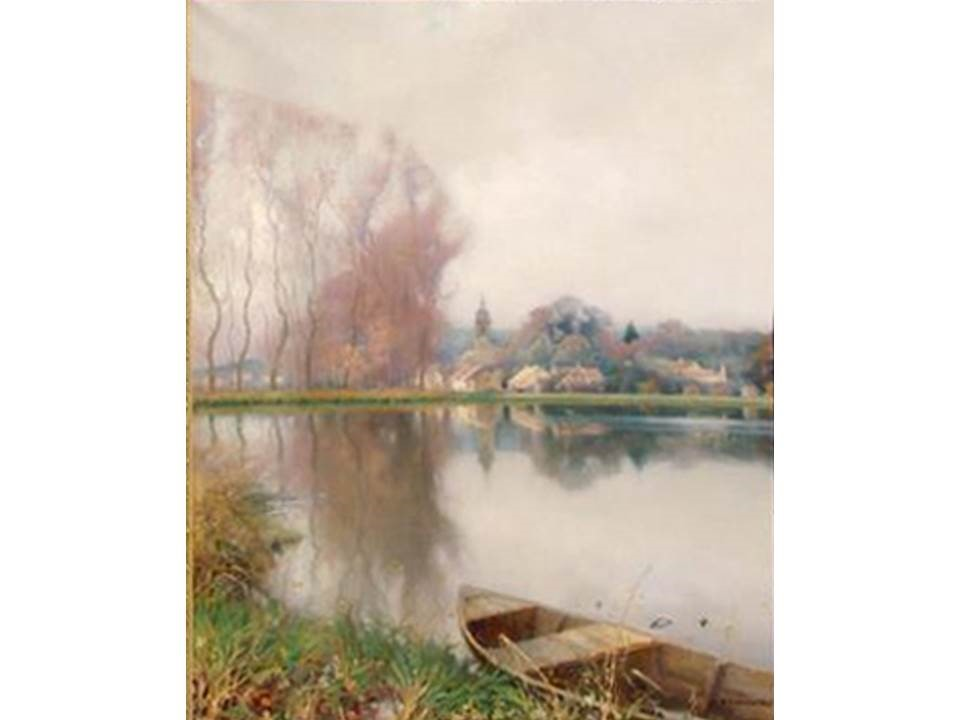

### Héraldique
| Blason de Port-sur-Saône | Blason  | De gueules à la porte ouverte à deux battants d’argent ferrés de sable, soutenue d’une rivière courante en fasce ondée aussi d’argent. |
| Blason de Port-sur-Saône | Détails | Le statut officiel du blason reste à déterminer.                                                                                       |